# Илийские уйгуры
Илийцы, кульджинцы (уйг. илилиқлар‎ или ғулҗилиқлар; устаревшее название таранчи) — крупная этнографическая группа (юрт) уйгуров. Говорят на илийском говоре центрального диалекта новоуйгурского языка. Антропологически относятся в большинстве к смешанному южносибирскому типу, встречаются также представители памиро-ферганского типа европеоидной расы. В основном проживают в Илийском крае, а также составляют большинство среди уйгуров Центральной Азии (Алматинская, Жетысуская области Казахстана и Прииссыкулье в Киргизии), также широко расселены по региону и в г. Урумчи, Более двух миллионов илийцев живут в США, Турции, странах Евросоюза, Саудовской Аравии, Австралии и Канаде.

## Термин таранчи
Таранчи (от слова «тары» — просо) — средневековый термин, употреблявшийся для обозначения оседлых мусульманских земледельцев китайской области Кульджа в современном СУАР, в особенности тех, кто имел тюркское или тюркско-монгольское происхождение. В некоторых источниках термин стал употребляться и по отношению ко всем земледельческим мусульманским народам тюркско-монгольского происхождения всей Средней Азии, так как в переводе с чагатайского языка попросту означает «земледелец», «крестьянин».

## История
Существуют две основные версии появления уйгуров в Илийской долине. Одна из них автохтонная, вторая, что илийские уйгуры являются потомками переселенцев из Кашгарии (в период с XVII по XIX вв.). Скорее всего часть илийцев имеет автохтонное происхождение, а часть является потомками мигрантов из Кашгарии.

### Автохтонная версия
Илийский край исторически был регионом сосуществования кочевых и оседлых этнических групп. Известно, что с периода Караханидского государства (X-XIII века) в Илийской долине были крупные поселения и города, такие как Илибалык, Алмалык, население которых было тюркского происхождения и занималось земледелием, скотоводством.
Страна обладает городами и селениями. Часть халлухов — охотники, часть — земледельцы, а часть — пастухи.
По сведениям русского этнографа Н. Н. Пантусова, в Илийской долине жили шейхи таранчей, которые были потомками шейхов, обративших в Ислам Туглук Тимур-хана (14в), они следили за мазарами, владели тазкирой (родословной и биографией) местных святых и чагатайских ханов.
Похоронены в этом здании сам Туглук-Тимур-хан, жена его Биби-Карие и пятеро детей — всего семь человек. Так толкуют местные шейхи, призванные преемственно охранять эти могилы.
По рассказу таранчей, в Самарканде есть мечеть Ханым. Самая ханым есть дочь Туглук-Тимур-хана, и этот надгробный памятник Туглук-Тимур-хану сделала дочь его Ханым.
У местных шейхов нет шеджере или биографии о Туглук-Тимур-хане. Они говорят, что шеджере погибло во время восстания таранчей в начале 60 годов. Смутно они указывали, что шеджере должно быть у таранчей, живущих близ Чилика (сел. Зайцевского), или в Талгаре (сел. Алексеевское) у казия Таира-хаджи, или же в сел. Караме.
Шеджере или тезкере сгорела во время сожжения и разграбления солонами сел. Мазара. Она хранилась у шейха Аиб-хаджи, который ушел в 1901 году вторично в Мекку. Остался здесь сын его Мустафа-хаджи. Шейхи довольствуются теперь маленькой книжкой о Туглук-Тимур-хане, составленной Темюр-Ахуном, восьмым предком нынешнего шейха.

Приведенный выше рассказ взят из книги «Тезкере шейха Мухаммед-Садыка Бузургвора». Это тезкере находится у шейха Мумин-Абдуррахимова в Мазаре.

### Мазары илийских уйгуров
- Галерея
- внутренняя часть мазара (гробница) Туглук Тимур-хана (XIV век)
- мазар Туглук Тимур-хана (XIV век) с наружной стороны (справа), слева мазар местного святого

## Настоящее время
Илийцы (таранчи) проживают в Кульдже, значительное количество илийцев (таранчи) проживают в городах Урумчи, Кашгар, Хотан, Алтай и большинство илийцев (таранчей) проживают в Казахстане, Турции, США, в странах Евросоюза, Японии и др. 
Илийцы (таранчи) обычно занимаются малым и средним бизнесом, торговлей. Вали-Ахун Юлдашев — первый уйгурский купец Казахстана, Алиджан Ибрагимов — казахстанский, британский миллиардер уйгурского происхождения, семья Кузиевых и другие.

## Галерея
- Состоятельный илийский уйгур со своей свитой (конец XIX века)

## Известные илийцы
- Супиев Турган, учёный, академик, доктор медицинских наук
- Садыр Палван
- Шухрат Миталипов, учёный-генетик
- Вали Ахун Юлдашев, крупный предприниматель конца XIX нач. XX вв., меценат
- Ахметжан Касыми
- Алахан Султан
- Юсупов Исмаил
- Кужамьяров Куддус
- Розыбакиев Абдулла
- Ходжамьяров Махмуд, агент ЧК (участник операции по ликвидации атамана Дутова)
- Мусалимов Абдурашит Янмасович — поэт, прозаик и литературовед.
- Гани (Батур) Маматбакиев —  лидер уйгурских восстаний за освобождение от китайской колонизации.
- Зия Самеди (1914-2000) — уйгурский писатель. Заслуженный участник союза писателей Казахстана (1987).
- Масимжан Зульфикаров (1925) — уйгурский писатель, драматург, поэт, уроженец Алматинской обл.
- Дильназ Ахмадиева (1980) — казахстанская певица.
- Карим Масимов —  бывший премьер-министр Казахстана.